# Pinacoteca dei Cappuccini di Voltaggio
La Pinacoteca dei Cappuccini ha sede a Voltaggio, Piemonte. La pinacoteca nasce nel 1870 grazie a Padre Pietro Repetto che aveva raccolto le opere al Convento di Santa Caterina a Genova.
Nel 1901 la raccolta di opere d'arte viene affidata definitivamente al convento di Voltaggio.
Nel 1967 cominciano la collaborazione tra il convento e Soprintendenza Belle Arti del Piemonte.
Tra il 1967 e 1970 la pinacoteca venne restaurata grazie al comitato "Comitato per il riordino e la sistemazione della Pinacoteca".
Nel 1971 la pinacoteca trovò la sua collocazione definitiva.
L'apertura stagionale estiva è gestita dal Comune di Voltaggio in collaborazione con l'Associazione L'Arcangelo che organizza anche eventi culturali, musicali e religiosi all'interno del complesso conventuale che custodisce la quadreria cappuccina .

## Autori
- Luca Cambiaso (Moneglia 1527 – Madrid 1585)
- Domenico Fiasella (Sarzana 1589 – Genova 1669)
- Bernardo Strozzi (Genova 1581 – Venezia 1644)
- Sinibaldo Scorza (Voltaggio 1589 – Genova 1631)
- Lazzaro Tavarone (Genova 1556 – Genova 1640)
- Gioacchino Assereto (Genova 1600 – Genova 1649)
- Agostino Bombelli (Valenza Po 1510 - 1545)
- Paolo Pagani (Valsolda 1655 - Milano 1716)